# William Ernest Hocking
William Ernest Hocking (1 de agosto de 1873 Cleveland (Ohio)- 12 de junio de 1966, Madison, Nuevo Hampshire) fue un filósofo idealista estadounidense de la Universidad de Harvard. Continuó el trabajo de su profesor Josiah Royce relativo a la revisión del idealismo con el objeto de integrarlo al empirismo, naturalismo y el pragmatismo; de tal manera, que la metafísica debía hacer inducciones a partir de la experiencia.

## Filosofía
En filosofía política, sostuvo que el liberalismo debía ser reemplazado por una nueva forma de individualismo, en donde el principio sea que "cada hombre debe ser un hombre completo" y que las personas tienen solo un derecho natural: "un individuo debe desarrollar las competencias que están en él". Según Hocking, la libertad más importante es la libertad de perfeccionar la propia libertad. Consideró el cristianismo como un gran agente en la construcción de la civilización occidental.
Asistió a conferencias de muchos filósofos alemanes de su época, tales como Dilthey, Paul Natorp, Husserl, Wilhelm Windelband y Heinrich Rickert. Firme defensor del idealismo en Estados Unidos, Hocking estuvo en muchos aspectos de acuerdo con Wilhelm Luetgert, un crítico alemán del idealismo, aunque sin abandonar su posición. 

## Obras
Sus obras, que enfatizaron principalmente los aspectos religiosos de la filosofía, incluyen:
- The Meaning of God in Human Experience (1912)
- Human Nature and Its Remaking (1923)
- The Lasting Elements of Individualism (1937)
- Science and the Idea of God (1944)
- The Coming World Civilization (1956)
- The Meaning of Immortality in Human Experience (1957)